# タイセイ・ハウジー

株式会社タイセイ・ハウジーは、不動産の賃貸および売買の仲介や管理、リフォームの企画などを主に行う東京都渋谷区の企業。賃貸物件の検索サイト「賃貸ハウジー」、不動産売却の情報サイト「不動産売却マイスター」を運営。また社宅管理業務の代行サービス、適合高齢者専用賃貸住宅なども展開する。
1985年に、大成建設グループの大成ユーレックとあざみ野不動産グループ（1975年創業）の合弁会社として設立。1999年、連結会計制度の導入に伴い合弁を解消し、独立会社化。

## 主な事業
- 社宅管理業務代行
- 賃貸管理業務
- 賃貸・分譲住宅の保守・建物管理
- 不動産の売買・仲介
  - 賃貸住宅情報検索「賃貸ハウジー」の運営
  - 不動産の売却情報サイト「不動産売却マイスター」の運営
- 適合高齢者専用賃貸住宅　運営

## 沿革
- 1985年
  - 4月 - 東京都新宿区に設立　資本金 1千万円
- 1989年
  - 7月 - 資本金 3千万円に増資
- 1991年
  - 10月 - 資本金 5千万円に増資
  - 11月 - 大阪営業所開設
- 1992年
  - 4月 - 名古屋営業所開設
- 1996年
  - 6月 - 福岡営業所開設
  - 11月 - 札幌営業所開設
　　　広島営業所開設
- 1997年
  - 2月 - 仙台営業所開設
- 2002年
  - 8月 - 資本金 1億円に増資
- 2005年
  - 7月 - あざみ野不動産（株）・ハウジングセンター（株）を子会社とする
  - 8月 - 本社を渋谷区に移転
- 2006年
  - 6月 - （株）タイセイ・ハウジー保証を吸収合併
　　　資本金 3億2千万円に増資
  - 10月 - （株）エステートプラスを吸収合併
- 2009年
  - 4月 - （株）ニューシティマネジメントサービスを子会社とし、（株）タイセイ・ハウジープロパティへと社名変更
  - 5月 - （株）タイセイ・ハウジーリバースを設立
- 2013年
  - 6月 - 鎌取営業所開設
- 2014年
  - 3月 - 法人本部九段分室開設
- 2014年
  - 10月 - （株）エス・イー・ティー・クリエーションを子会社とする
- 2016年
  - 6月 - 大森営業所開設
- 2022年
  - 1月 - 新中野事務センター開設

## 支店および営業所
- 支店
  - 大阪支店
〒564-0052　大阪府吹田市広芝町9-33 プレジデントビル2F
- 営業所
  - 【北海道・東北】
札幌営業所　　仙台営業所
  - 【関東・甲信越】
新宿営業所　　渋谷営業所　　池袋営業所
吉祥寺営業所　　立川営業所　　八王子駅前営業所
八王子営業所　　上石神井営業所　　錦糸町営業所
西葛西営業所　　大森営業所　　海外事業グループ
武蔵小杉営業所　　菊名営業所　　横浜営業所
向ヶ丘営業所　　相模原営業所　　藤沢営業所
綱島営業所　　上大岡営業所　　系統事業部
西船橋営業所　　津田沼営業所　　柏営業所
鎌取営業所　　浦和営業所　　川口営業所
  - 【東海】
名古屋営業所
  - 【近畿・北陸】
大阪営業所
  - 【中国・四国】
広島営業所
  - 【九州・沖縄】
福岡営業所

## 役員構成
- 取締役相談役：赤間 敏雄
- 代表取締役会長：赤間 健一郎
- 代表取締役社長：高橋 邦夫
- 取締役・経営管理本部長：疋田 良広
- 監査役：松岡 賢治
- 執行役員・法人本部長：龍野 剛
- 執行役員・経営管理副本部長：山本 祐三
- 執行役員：植草 義男
- 常勤顧問：水谷 眞

## 関連会社
グループ企業
- 株式会社タイセイ･ハウジーホールディングス
- あざみ野不動産株式会社
- ハウジングセンター株式会社
- 株式会社タイセイ・ハウジープロパティ
- 株式会社タイセイ・ハウジーリバース
- 東京保証株式会社
- 株式会社エス・イー・ティー・クリエーション
- 上海大成麗博房地産経紀有限公司